# Chloraea heteroglossa
Chloraea heteroglossa är en orkidéart som beskrevs av Heinrich Gustav Reichenbach. Chloraea heteroglossa ingår i släktet Chloraea och familjen orkidéer. Inga underarter finns listade i Catalogue of Life.

## Bildgalleri

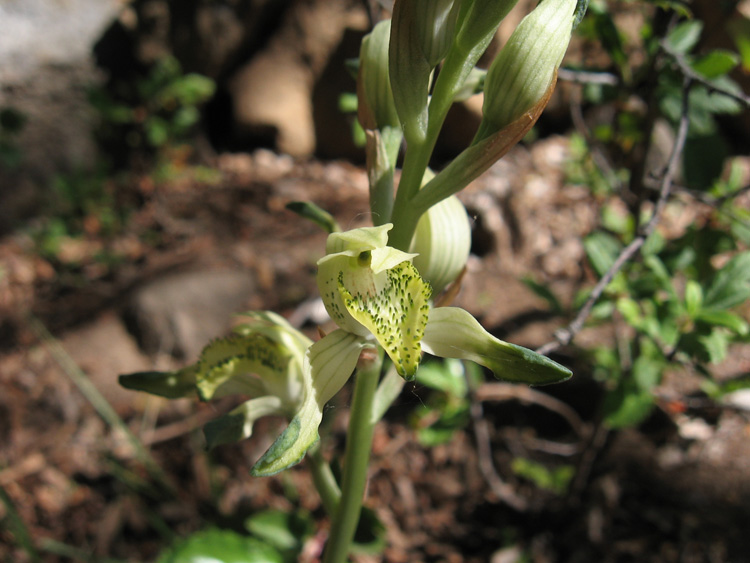
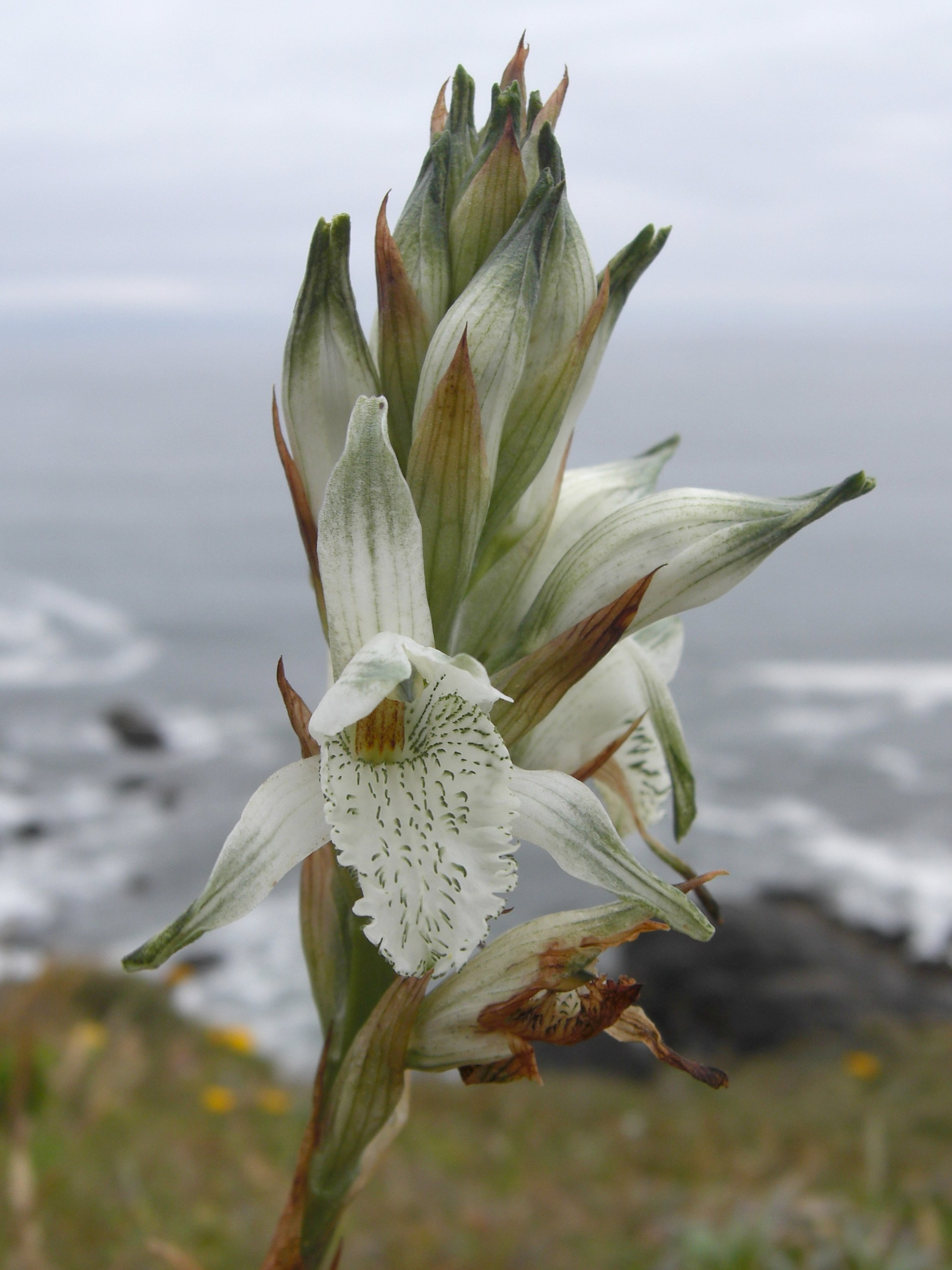
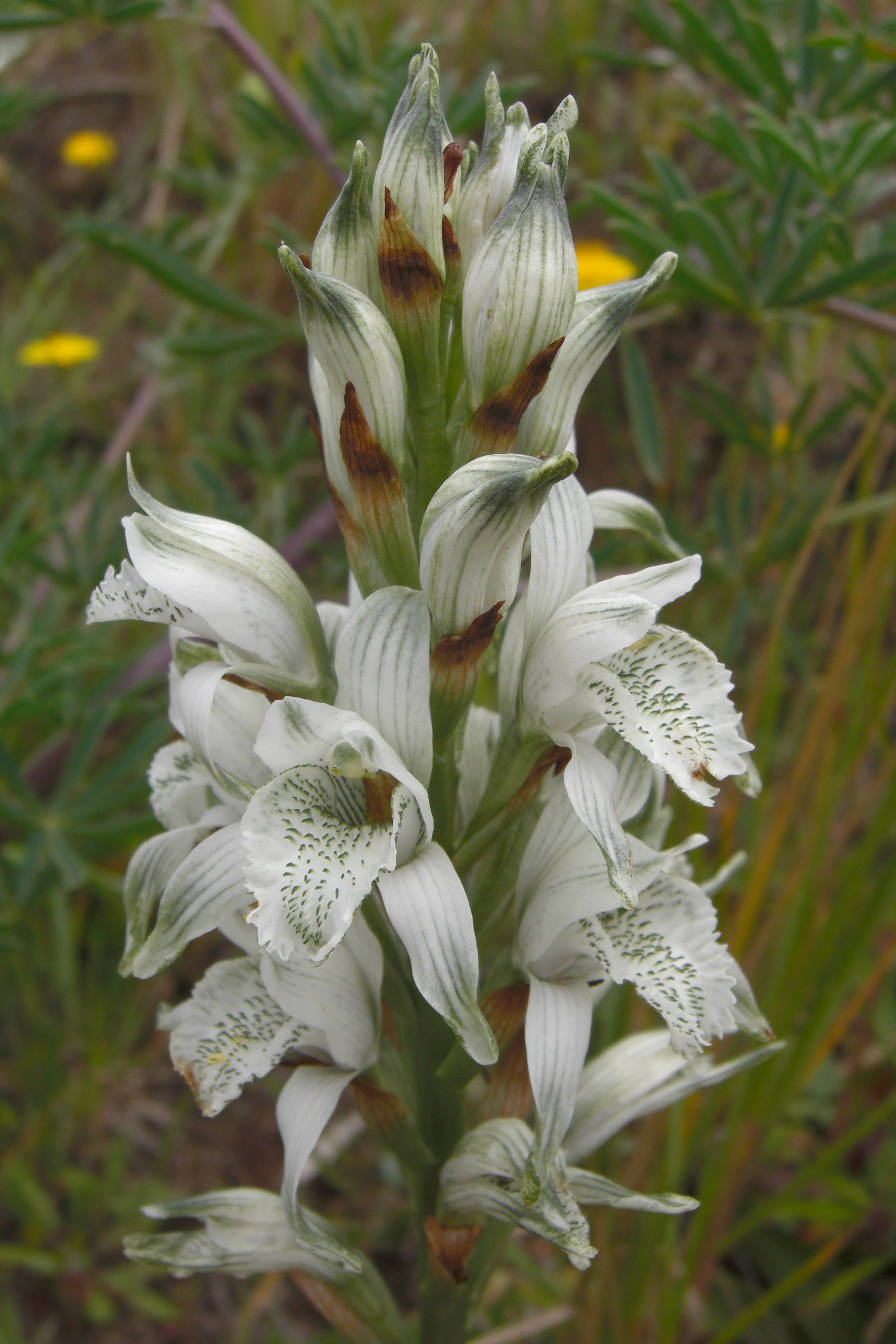